# Kourilsk
Kourilsk (en russe : Курильск ; en japonais : 紗那村, Shana) est une ville de l'oblast de Sakhaline, en Russie, et le centre administratif du raïon de Kourilsk. Sa population s'élevait à 1 558 habitants en 2022.

## Géographie
Kourilsk est située sur l'île d'Itouroup, au sud de l'archipel des Kouriles, à 442 km au sud-est de Ioujno-Sakhalinsk et à 7 045 km à l'est de Moscou.

## Histoire
Dès le IIe millénaire av. J.-C., le site de l'actuel Kourilsk était habité par une population d'Aïnous. Son nom était Shana, qui signifie « une grande agglomération sur le cours d'une rivière ». Vers la fin du XVIIIe siècle, des colons russes s'y établirent, puis une garnison japonaise, en 1800. Le traité de Shimoda (1855) donna au Japon la souveraineté sur les îles Kouriles méridionales. Le village fit alors partie de la sous-préfecture de Shana jusqu'à la fin de la Seconde Guerre mondiale. En 1945, il fut occupé par l'Union soviétique et toute la population japonaise (1 000 habitants) fut exilée. Mais comme la souveraineté de l'URSS, puis de la Russie, sur les îles Kouriles n'est pas reconnue par le Japon, le village n'a pas été dissout et la ville de Nemuro, à Hokkaido, continue de tenir le registre des familles. En 1947, la localité fut renommée Kourilsk et reçut le statut de ville.

## Population

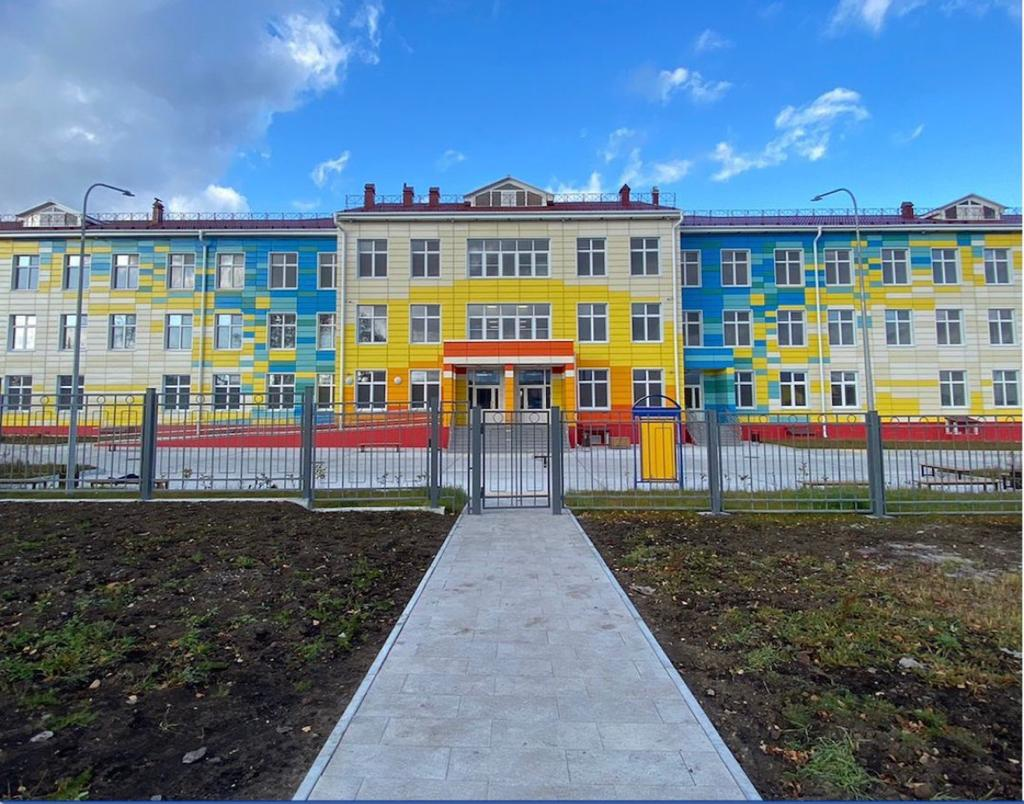
École dans la ville de Kourilsk, sur l'île d'Itouroup. Auteurs : Ministère de la Fédération de Russie pour le développement de l'Extrême-Orient

Recensements (*) ou estimations de la population:
| 1940  | 1945  | 1959* | 1970* | 1979* | 1989* | 1992  |
| ----- | ----- | ----- | ----- | ----- | ----- | ----- |
| 1 426 | 1 001 | 1 533 | 1 159 | 1 582 | 2 699 | 2 700 |

| 1996  | 1998  | 2000  | 2001  | 2002* | 2003  | 2004  |
| ----- | ----- | ----- | ----- | ----- | ----- | ----- |
| 2 400 | 2 200 | 2 100 | 2 100 | 2 233 | 2 200 | 2 100 |

| 2005  | 2006  | 2007  | 2008  | 2009  | 2010* | 2011  |
| ----- | ----- | ----- | ----- | ----- | ----- | ----- |
| 2 077 | 2 005 | 1 911 | 1 795 | 1 719 | 1 666 | 2 100 |

| 2012  | 2013  | 2014  | 2015  | 2016  | 2017  | 2018  |
| ----- | ----- | ----- | ----- | ----- | ----- | ----- |
| 1 961 | 1 890 | 1 757 | 1 670 | 1 646 | 1 547 | 1 607 |

| 2019  | 2020  | 2021  | 2022  | - | - | - |
| ----- | ----- | ----- | ----- | - | - | - |
| 1 591 | 1 519 | 1 603 | 1 558 | - | - | - |

## Économie
Kourilsk est un centre de pêche, d'élevage (saumon) et de la transformation du poisson. Il existe une station sismologique et un centre d'alerte contre les tsunamis.